# José Huertas González
José Huertas González, noto prevalentemente con il ring name Invader 1 (San Lorenzo, 18 marzo 1946), è un ex wrestler e politico portoricano.
Lottò principalmente a Porto Rico nella World Wrestling Council, ma anche negli Stati Uniti e in altre parti del mondo. È noto soprattutto per aver ucciso durante un diverbio il collega lottatore Bruiser Brody (Frank Donald Goodish). Attualmente è dirigente della World Wrestling League.

## Carriera
Sin dal 1973, González lavorò nella World Wrestling Council e nella International Wrestling Association come wrestler e booker. Vinse il WWC Puerto Rico Heavyweight Championship per dodici volte tra il 1977 e il 2001, e cinque volte il WWC Television Championship tra il 1986 e il 1991. Si ritirò dal ring nel 2006 per entrare in politica.
Nel 1972 si trasferì per qualche tempo nella WWF. Quando ritornò a Porto Rico per combattere nella Capitol Sport Promotion, adottò la gimmick di El Invader, wrestler mascherato, così che la madre non venisse a scoprire che era un lottatore. Formò il tag team denominato The Invaders con Roberto Soto (Invader II) e successivamente Johnny Rivera (Invader III). Agli inizi degli anni ottanta, gli Invaders lottarono anche nella WWF ma senza riscuotere particolari consensi.
Nel 2012, González divenne direttore della World Wrestling League. Nel 2015, è stato introdotto nel Salón de los Inmortales.

## Omicidio di Bruiser Brody
Nel luglio 1988, González accoltellò a morte il wrestler Frank Donald Goodish, in arte Bruiser Brody, nel backstage durante un evento di wrestling della Capitol Sport Promotions svoltosi a Porto Rico. González, che sostenne sempre la sua innocenza, venne inizialmente accusato di omicidio di primo grado ma in seguito l'accusa venne commutata in omicidio involontario. Nel gennaio 1989, venne prosciolto da ogni accusa, avvalendosi della tesi della legittima difesa. Carlos Colón testimoniò in suo favore durante il processo. Tony Atlas, altro lottatore, dichiarò di essere stato testimone dell'accoltellamento nelle docce dell'arena, ma l'arma del delitto non venne mai rinvenuta. Atlas e Dutch Mantel furono chiamati a testimoniare, tuttavia, le citazioni furono inviate un giorno dopo la fine del processo per un ritardo burocratico. Il caso della morte di Goodish è stato discusso in due libri: Bruiser Brody (Crowbar Press) e Brody (ECW Press).

## Titoli e riconoscimenti
- World Wrestling Council
  - WWC Universal Heavyweight Championship (2)
  - WWC Caribbean Heavyweight Championship (5)
  - WWC Puerto Rico Heavyweight Championship (12)
  - WWC North American Heavyweight Championship (4)
  - WWC Television Championship (5)
  - WWC World Tag Team Championship (15) - con José Rivera (3), Invader II (2), Pierre Martel (1), Invader III (3), Carlos Colón (1), El Bronco (3), Huracán Castillo Jr. (1), Maelo Huertas (1)
  - WWC Caribbean Tag Team Championship (3) - con Super Gladiator (1), Invader IV (2)
  - WWC North American Tag Team Championship (6) - con Invader II (1), Carlos Colon (1), Super Gladiator (2), Invader III (2)
- NWA San Francisco
  - NWA World Tag Team Championship (San Francisco version) (3) - con Invader II (2) e Don Muraco (1)
- Pacific Northwest Wrestling
  - NWA Pacific Northwest Tag Team Championship (1) - con Al Madril
- World Wrestling League
  - Salón de los Inmortales (Classe del 2015)[8]
- Wrestling Observer Newsletter
  - Most Disgusting Promotional Tactic (1989) Categoria istituita un anno dopo la morte di Bruiser Body
  - Most Disgusting Promotional Tactic (1990) Angle dell'accoltellamento di Atsushi Onita